# فیرچایلد اسویرنگن مترولاینر
فیرچایلد اسویرنگن مترولاینر (به انگلیسی: Fairchild Swearingen Metroliner) یک هواگرد، ۱۹ نفره مسافربری توربوپراپ با بدنه تحت فشار هوای تهویه شده است که ابتدا در شرکت اسویرنگن ایرکرفت ساخته شد سپس در شرکت فیرچایلد ایرکرفت در سایت سن آنتونیو تگزاس تولید می‌شد.